# Hästskoteorin

Förespråkare för Hästskoteorin menar att extremvänster och extremhöger har ett mindre avstånd till varandra än vad någon av dem har till den politiska mitten.

Hästskoteorin är inom statsvetenskap en teori som bygger på att ytterligheterna på höger–vänster-skalan har mer likhet med varandra än de har med den politiska mitten, likt ändpunkterna på en hästsko. Teorin tillskrivs den franske filosofen och skribenten Jean-Pierre Faye. Teorins förespråkare pekar på flera likheter mellan ytterligheterna, inklusive tendensen att dras till auktoritarianism eller totalitarism.